# Windpark den Tol

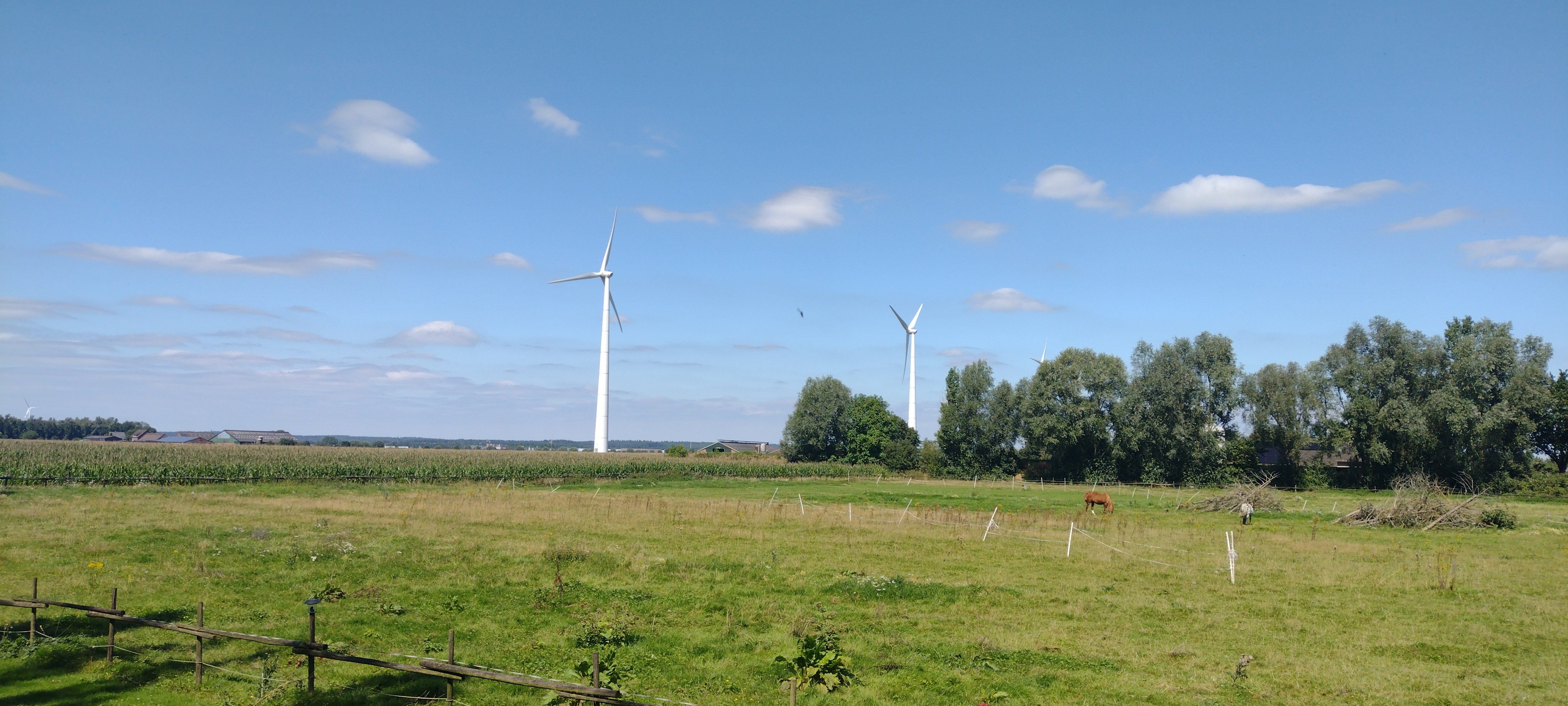
Windpark den Tol, augustus 2023

Windpark den Tol is een windmolenpark bestaande uit negen windmolens met een capaciteit van 3,2 MW in het buitengebied van Netterden in de Nederlandse provincie Gelderland. Het park is in januari 2022 in gebruik genomen en er zijn lokaal een aantal procedures tegen gevoerd, die tot niets hebben geleid.